# You've Been Spiked
Albums de Chris Joss
Dr Rythm
(2002) Teraphonic Overdubs
(2008)
You've Been Spiked est le troisième album du multi-intrumentiste Chris Joss paru en 2004 sur le label ESL music et distribué aux États-Unis par celui-ci. L'album a permis à Joss de connaître le succès dans cette partie du monde.

## Critique
Selon David Jeffries de AllMusic.com, You've Been Spiked est un « feel-good album », un disque dansant. Selon cette critique, il s'agit du meilleur album provenant d'ESL Music au moment de sa sortie. L'album obtient une note de 4 étoiles sur 5.
Le disque a obtenu une note de 4 sur 5 du site TinyMixTapes.com.

## Liste des titres
1. "Discotheque Dancing" – 3:41
2. "You've Been Spiked" - 4:40
3. "Drink Me Hot" - 3:53
4. "Wrong Alley Street, Pt.1" - 2:39
5. "Riviera 69" - 3:28
6. "Shellah V."  - 3:40
7. "Wrong Alley Street, Pt. 3" - 3:31
8. "Waves of Love" - 4:22
9. "A Part in That Show" - 4:09
10. "Early Morning Wanderings"  - 4:14
11. "Waking Up in the Park" - 1:34
12. "The Man With the Suitcase" - 3:56
13. "The Wait" - 8:09